# Президентська криза у Венесуелі

Карта визнання влади президента
Венесуела
Визнають Ґуайдо
Підтримали Національну Асамблею
Визнають Мадуро
Нейтральні країни

Президентська криза у Венесуелі почалася 10 січня 2019 року. У 2018 році в країні відбулися вибори, переможцем у яких було оголошено чинного президента Ніколаса Мадуро. Втім такий результат виклика́в сумніви, тож на початку 2019 року Національна Асамблея країни визнала вибори не дійсними. 23 січня голова Національних зборів Венесуели Хуан Гуайдо під час масштабних антиурядових протестів в Каракасі оголосив себе тимчасовим виконувачем обов'язків президента, цитуючи при цьому статті конституції Венесуели 1999 року. «Клянуся взяти на себе повноваження виконавчої влади країни як президент Венесуели та домогтися припинення узурпації влади. Я беру на себе відповідальність, згідно зі статтями Конституції 333 і 350, і обіцяю не вдаватися до насильства», — сказав він.
Опозиція організувала протести проти обрання Мадуро і його владної коаліції.

## Хід подій
10 січня відбулася церемонія вступу Ніколас Мадуро на посаду президента Венесуели на 2019—2025 роки.
Хуан Гуайдо почав роботу над створенням перехідного уряду, скликаючи людей на віче 11 січня. Також почалися демонстрації.
13 січня органи безпеки Венесуели затримали Гуайдо на короткий час, при чому обидві сторони звинувачували в цьому одна одну. Прихильники Мадуро називали арешт інсценізованим, тоді як Гуайдо називав його спробою перешкодити парламенту впроваджувати владу.
21 січня Венесуела почала цензурувати деякі соціальні медіа.
23 січня Хуан Гуайдо проголосив себе тимчасовим президентом країни.
23 січня почалися масштабні протести, що дійшли до насилля[джерело?].
Іноземні країни та міжнародні організації зробили заяви про підтримку тієї чи іншої сторони конфлікту. Група Ліми оголосила Мадуро нелегітимним 13 січня. Після цього Організація Американських Держав та Європейський Союз висловили підтримку Національні Асамблеї разом з іншими країнами Заходу, тоді як деякі інші (серед них Китайська Народна Республіка, Південно-Африканська Республіка, Росія, Іран, Туреччина, Мексика, Болівія, Куба) заявили про підтримку Ніколаса Мадуро.
Уругвай і Мексика скликали конференцію по ситуації в Венесуелі 7 лютого в місті Монтевідео. Про це йдеться в заяві МЗС Уругваю.
Президент Венесуели Ніколас Мадуро заявив, що готовий сісти за стіл переговорів з представниками опозиції.
28 березня влада Венесуели видала заборону Хуану Гуайдо обіймати державні посади протягом 15 років, посилаючись на неналежне заповнення декларації.
28 березня Європарламент визнав Хуана Гуайдо тимчасовим легітимним президентом Венесуели та підтримав проведення у країні вільних і прозорих президентських виборів.

## Блокування Інтернету
Кілька джерел повідомляють, що 11 січня 2019 доступ до Вікіпедії у Венесуелі був заблокований після того, як сторінка про Хуана Гуайдо в іспанській Вікіпедії була оновлена — до тексту статті була додана інформація про самопроголошення президентом, почалася війна редагувань, джерела повідомляють, що ця заява додавалася до статті й видалялася з неї 37 разів протягом двох годин.
Венесуельські недержавні організації повідомляють також про блокування в країні доступу до Instagram, Twitter і YouTube, а також про інші способи втручання вірних президенту Мадуро силових структур до роботи медіа.

## Відключення електроенергії
На більшій частині країни декілька разів на тривалий період відключали електроенергію.
7 березня сталося знеструмлення 22 з 23 венесуельських штатів. Відновлення електропостачання тривало до 14 березня. У результаті 15 осіб із важкими хворобами нирок померли через неможливість проведення процедури гемодіалізу. Мадуро пояснив відключення електрики саботажем і війною «американського імперіалізму» проти венесуельців. Держсекретар Сполучених Штатів Майк Помпео підкреслив, що дефіцит електроенергії — результат некомпетентності влади.
Вдруге масштабне відключення електроенергії сталося 25 березня. Зокрема, без світла лишилися чимало районів столиці міста Каракас.
Утретє масштабне відключення сталося 29 березня. Без електропостачання залишився 21 штат країни.

## Російські ПВК
25 січня 2019 року агентство Reuters повідомило із посиланням на неофіційні російські джерела, що у Венесуелу за один-два дні до початку масових протестів венесуельської опозиції прибула група колишніх російських військовослужбовців, пов'язаних із приватною військовою компанією «Вагнер», котрим була поставлена задача забезпечити безпеку президента Ніколаса Мадуро; точна кількість солдатів невідома.

## Позиція МЗС України
Від 24 січня МЗС підтримувало Національну Асамблею Венесуели.
4 лютого Україна визнала Гуайдо главою єдиного демократично обраного органу влади Венесуели — Національної асамблеї, а також лідером демократичної опозиції.